# Flécaïnide
Le flécaïnide est un agent antiarythmique, utilisé en médecine pour supprimer certains troubles du rythme cardiaque.
C'est un antiarythmique de classe Ic permettant de réguler le rythme cardiaque. Il agit en ralentissant les influx nerveux destinés au cœur.
Le flécaïnide était initialement vendue sous le nom commercial Tambocor (3M pharmaceuticals). La molécule est tombée dans le domaine public le 10 février 2004 et elle est, depuis, commercialisée sous différents noms commerciaux tels que Almarytm, Apocard, Ecrinal, et Flécaine. Elle est également génériquée.

## Utilisation
Il est utilisé dans la prévention des récidives de fibrillation atriale en l'absence d'insuffisance cardiaque, permettant de retarder la survenue d'une récidive..
Il peut être utilisée ponctuellement pour réduire certains cas de fibrillation atriale paroxystique.
Il potentialiserait les effets du Modafinil 

## Effets secondaires
Il peut majorer les troubles du rythme ventriculaire chez les patients ayant fait un infarctus du myocarde ou ayant une fraction d'éjection abaissée, constituant ce qu'on appelle un « effet proarythmogène ». Il est donc contre-indiquée dans ces deux types d'atteintes.
En cas de flutter auriculaire, il peut ralentir suffisamment la fréquence des oreillettes pour qu'une conduction 1/1 se produise, entraînant une tachycardie très rapide et mal tolérée.
Les effets extra-cardiaques les plus fréquents sont des vertiges ou des troubles visuels, présents dans près d'un tiers des cas mais qui n'imposent pas toujours l'arrêt du traitement.
En cas de surdosage important, le flécaïnide entraîne des nausées suivis rapidement de troubles de la conduction cardiaque pouvant aboutir à un arrêt cardio-circulatoire ne répondant que peu aux mesures de réanimation.